# Камен Кукуров
Камен Борисов Кукуров е български офицер, капитан I ранг.

## Биография
Роден е на 12 юни 1964 г. в Пловдив. През 1982 г. завършва Техникума по електротехника в Пловдив. От 1982 до 1987 г. учи във Висшето военноморско училище във Варна. Започва военната си кариера като началник РТС на подводна лодка в отделен дивизион подводни лодки. Остава на тази позиция до 17 септември 1990 г. След това до 30 август 1993 г. е помощник-командир на подводна лодка в същия дивизион. От 30 август 1993 до 22 август 1995 г. е старши помощник-началник на подводна лодка. В периода 22 август 1995 – 5 ноември 1998 г. е командир на подводницата Слава в отделен дивизион лодки. Между 5 ноември 1998 и 29 септември 2000 г. учи във Военната академия на ВМС на Република Турция. След това отново до 22 август 2001 г. е командир на подводницата Слава. От 22 август 2001 до 5 юни 2002 е командир на подводница в дивизион подводни лодки. В периода 5 юни 2002 – 1 юни 2008 г. е началник на щаба на дивизион за подводни операции. След това до 1 юли 2011 г. е командир на дивизиона. Между 1 юли 2011 и 1 ноември 2012 г. е заместник-командир на Военноморска база Варна, отговарящ за подготовката на силите. От 1 ноември 2012 до 15 април 2014 г. е заместник-командир на пункт за базиране Варна. Командир на Военноморска база Варна за кратко между 15 април и 6 ноември 2014 г. В периода 6 ноември 2014 – 17 декември 2018 г. е началник на отдел „Подготовка и използване на силите“ към щаба на Командване Военноморски сили на България. От 17 декември 2018 г. е началник на щаба на Военноморските сили. Награждаван е с Награден знак „За отлична служба“ – I степен (2015) и други предметни награди.
Капитан I ранг Камен Кукуров е освободен от длъжността началник на щаба на Военноморските сили и от военна служба, считано от 12 юни 2023 г. и излиза в запаса.

## Военни звания
- Лейтенант (29 август 1987)
- Старши лейтенант (1 септември 1990)
- Капитан-лейтенант (5 май 1994)
- Капитан III ранг (20 август 1997)
- Капитан II ранг (29 септември 2000)
- Капитан I ранг (1 юни 2008)